# Giorgio Zampori
Giorgio Zampori (Milà, 4 de juny de 1887 – Breno, 7 de desembre de 1965) va ser un gimnasta artístic italià que va competir a començaments del segle xx.
El 1912 va prendre part en els Jocs Olímpics d'Estocolm, on disputà dues proves del programa de gimnàstica. En el concurs per equips guanyà la medalla d'or, mentre en el concurs complet individual fou quart.
Vuit anys més tard, un cop finalitzada la Primera Guerra Mundial, va disputar els Jocs d'Anvers. En ells guanyà la medalla d'or en el concurs complet per equips i el concurs complet individual del programa de gimnàstica.
El 1924, a París, disputà els seus tercers i darrers Jocs. En ells disputà nou proves del programa de gimnàstica i tornà a guanyar la medalla d'or en el concurs complet per equips per tercera vegada consecutiva. Alhora, també guanyà la medalla de bronze en la prova de les barres paral·leles, mentre en les altres proves tingué un paper més discret.
Al Campionat del Món de gimnàstica artística va guanyar quatre medalles d'or, una de plata i tres de bronze.